# Hontheim

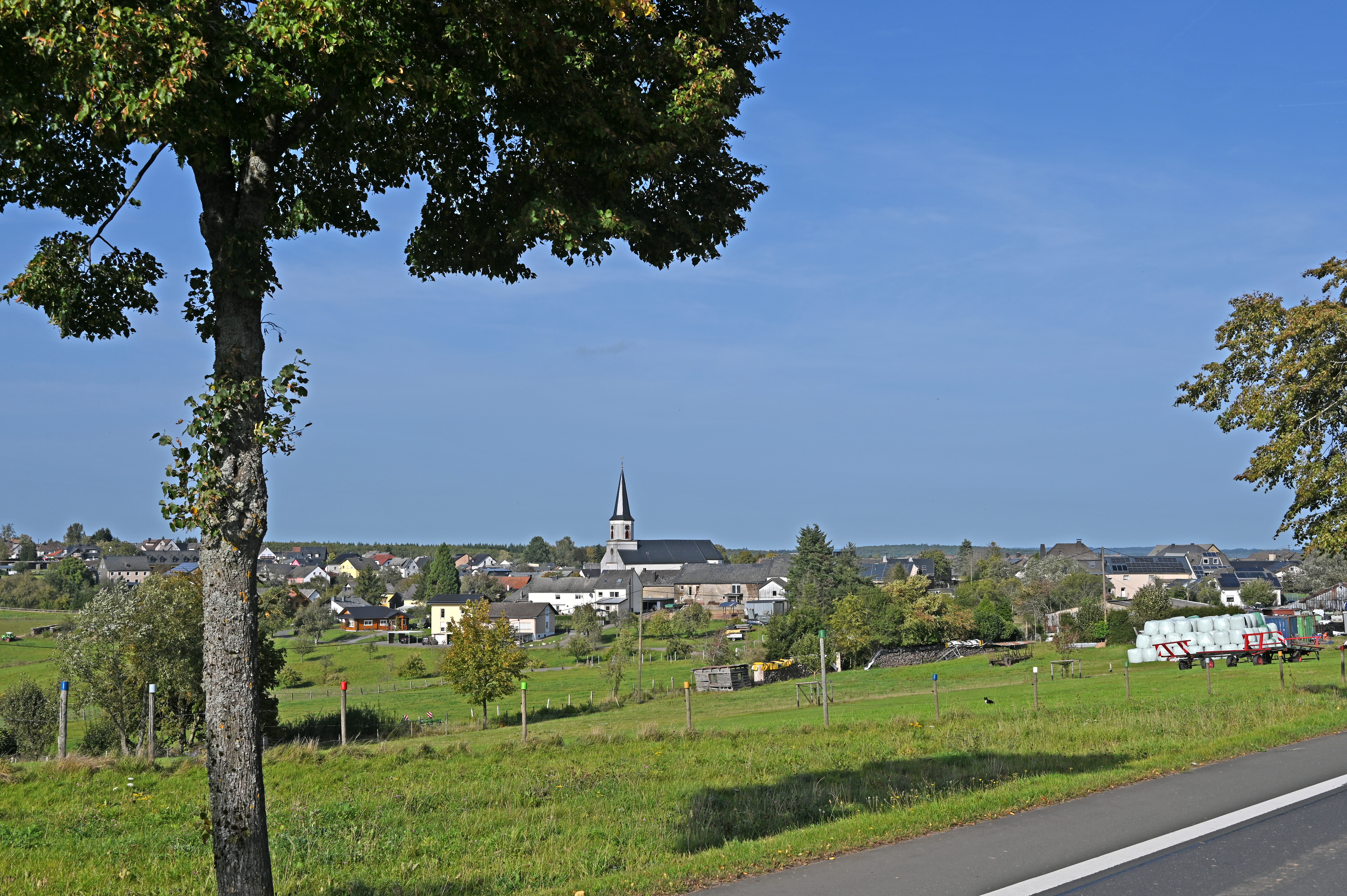
Hontheim von Südwesten

Hontheim ist eine Ortsgemeinde im Landkreis Bernkastel-Wittlich in Rheinland-Pfalz. Sie gehört der Verbandsgemeinde Traben-Trarbach an und liegt in der südlichen Vulkaneifel.

## Geographie
Der Ort liegt am nördlichen Rand des Kondelwalds auf einem Plateau der Vulkaneifel. Die Bäche Üß und Alf bilden im Westen und Nordosten die Gemeindegrenze. 58,4 Prozent der Gemarkungsfläche sind bewaldet. Zu Hontheim gehören die Ortsteile Wispelt, Krinkhof und Bonsbeuern sowie die Wohnplätze Antoniushof, Felteshof, Forsthaus Bonsbeuern, Haus Bergland, Hontheimer Mühle und Katharinenhof.

## Geschichte
Ab 1794 stand Hontheim unter französischer Herrschaft, 1815 wurde der Ort auf dem Wiener Kongress dem Königreich Preußen zugeordnet. Seit 1946 ist er Teil des damals neu gebildeten Landes Rheinland-Pfalz.
Bevölkerungsentwicklung
Die Entwicklung der Einwohnerzahl von Hontheim, die Werte von 1871 bis 1987 beruhen auf Volkszählungen:
| Jahr | Einwohner |
| ---- | --------- |
| 1815 | 572       |
| 1835 | 808       |
| 1871 | 781       |
| 1905 | 768       |
| 1939 | 1.452     |
| 1950 | 774       |

| Jahr | Einwohner |
| ---- | --------- |
| 1961 | 819       |
| 1970 | 818       |
| 1987 | 744       |
| 2005 | 844       |
| 2017 | 793       |

## Politik

### Gemeinderat
Der Gemeinderat in Hontheim besteht aus zwölf Ratsmitgliedern, die bei der Kommunalwahl am 9. Juni 2024 in einer personalisierten Verhältniswahl gewählt wurden, und der ehrenamtlichen Ortsbürgermeisterin als Vorsitzender.
Die Sitzverteilung im Ortsgemeinderat:
| Wahl | WGL a | WGD b | WGGö c | WGGe d | Gesamt   |
| ---- | ----- | ----- | ------ | ------ | -------- |
| 2024 | 9     | 3     | –      | –      | 12 Sitze |
| 2019 | 9     | 3     | –      | –      | 12 Sitze |
| 2014 | 5     | 2     | 4      | 1      | 12 Sitze |

### Bürgermeister
Ilona Lauxen wurde 2009 Ortsbürgermeisterin von Hontheim. Bei der Direktwahl am 26. Mai 2019 wurde sie mit einem Stimmenanteil von 67,90 % und am 9. Juni 2024 als einzige Bewerberin mit 73,4 % für jeweils weitere fünf Jahre in ihrem Amt bestätigt.
Lauxens Vorgänger Manfred Götten hatte das Amt seit 2004 inne, konnte sich 2009 aber nicht erneut durchsetzen.

## Wirtschaft und Infrastruktur
Durch den Ort führt die Bundesstraße 421. Im Westen verläuft die Bundesautobahn 1. In Ürzig ist ein Bahnhof der Moselstrecke.

## Siehe auch

Hontheim
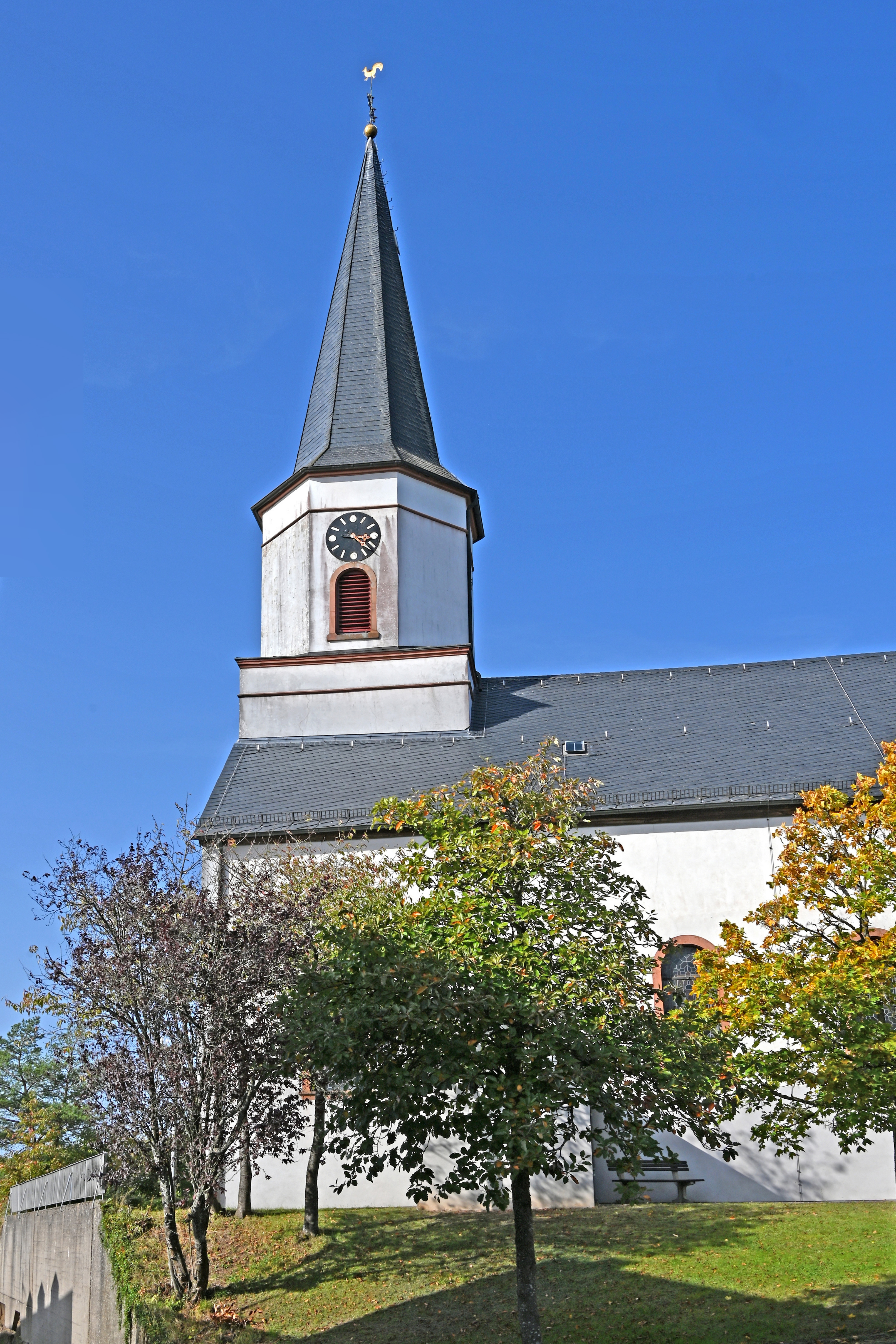
St. Margareta
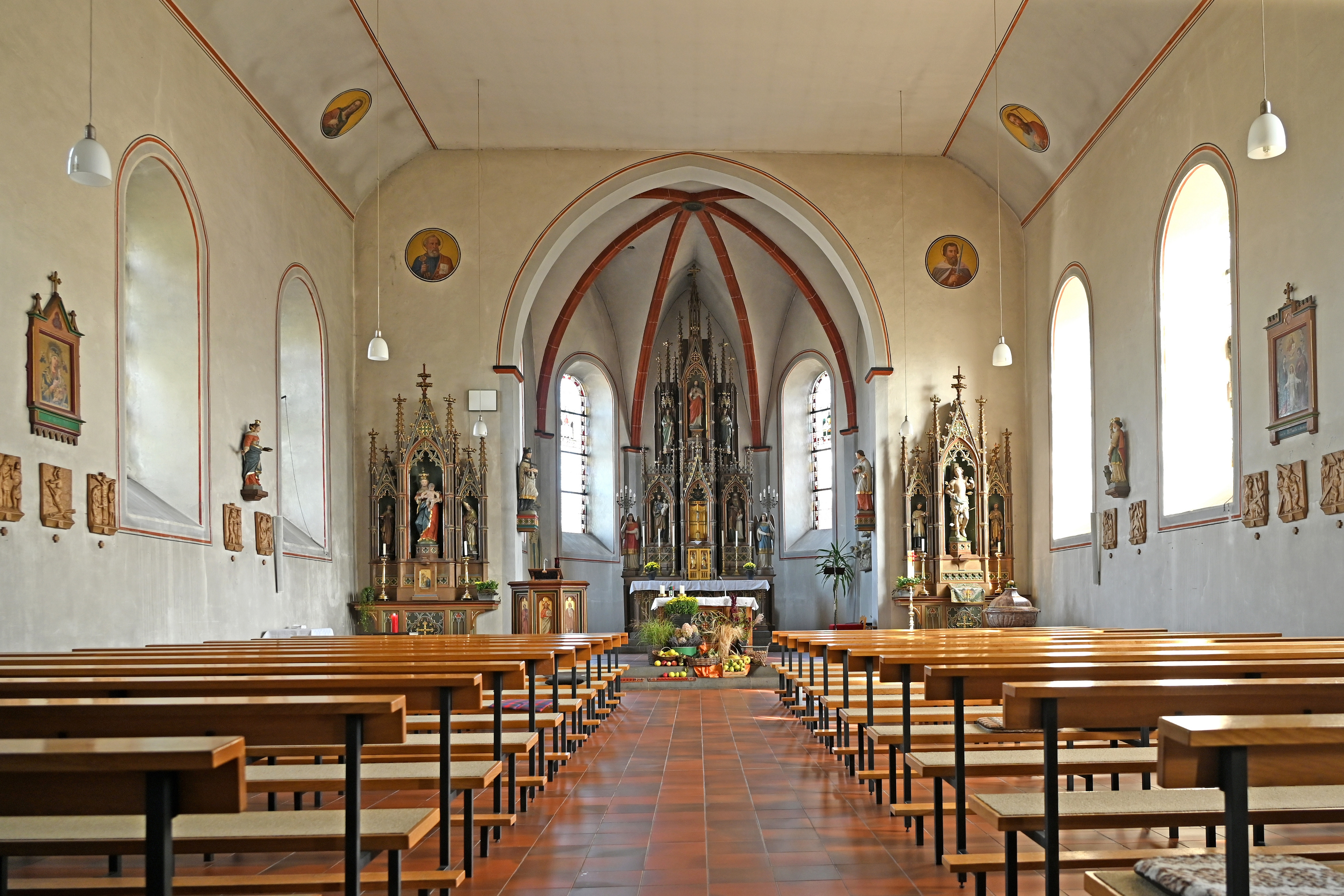
Innenraum
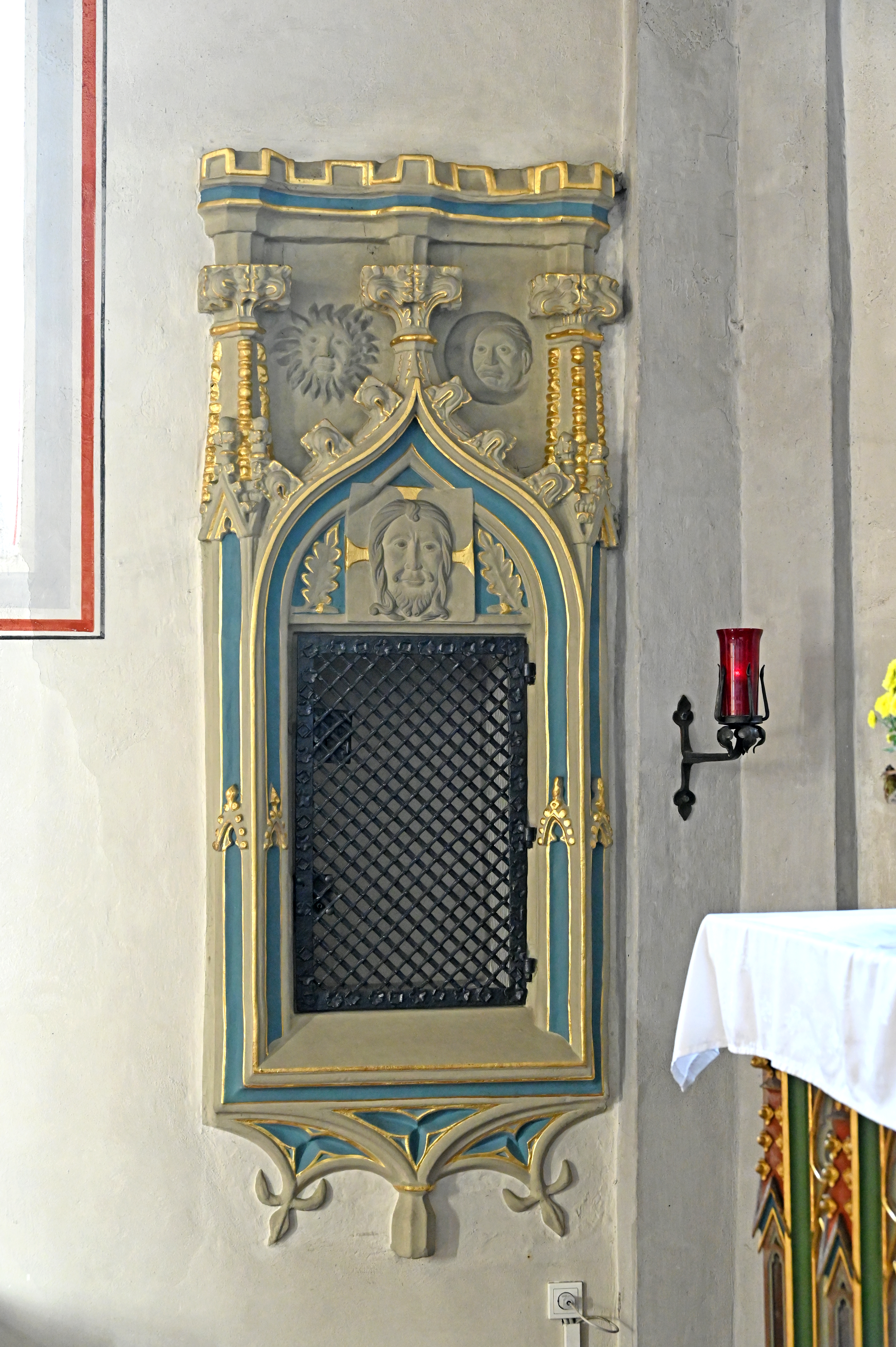
Tabernakel
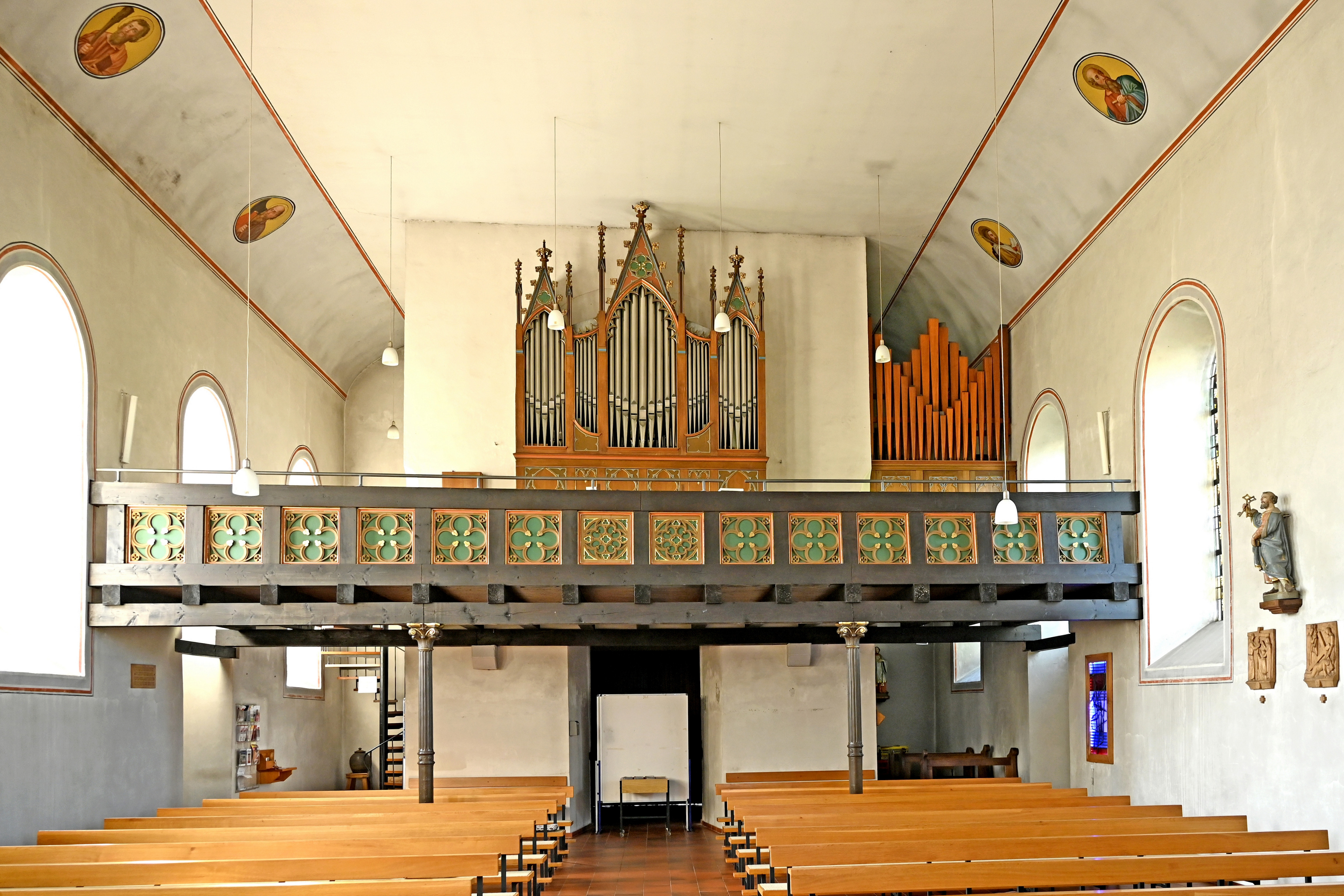
Blick zur Empore
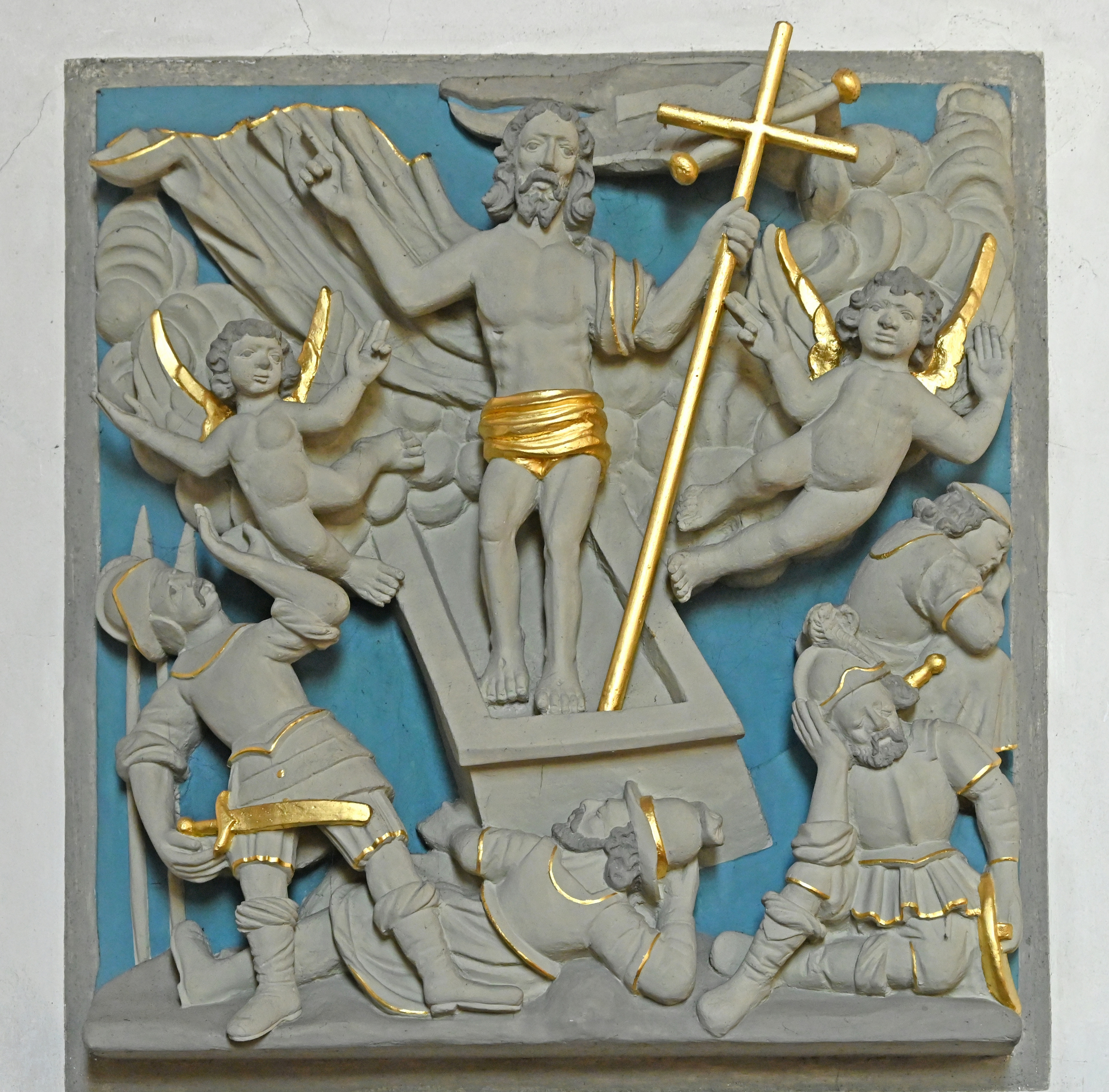
Altarrelief
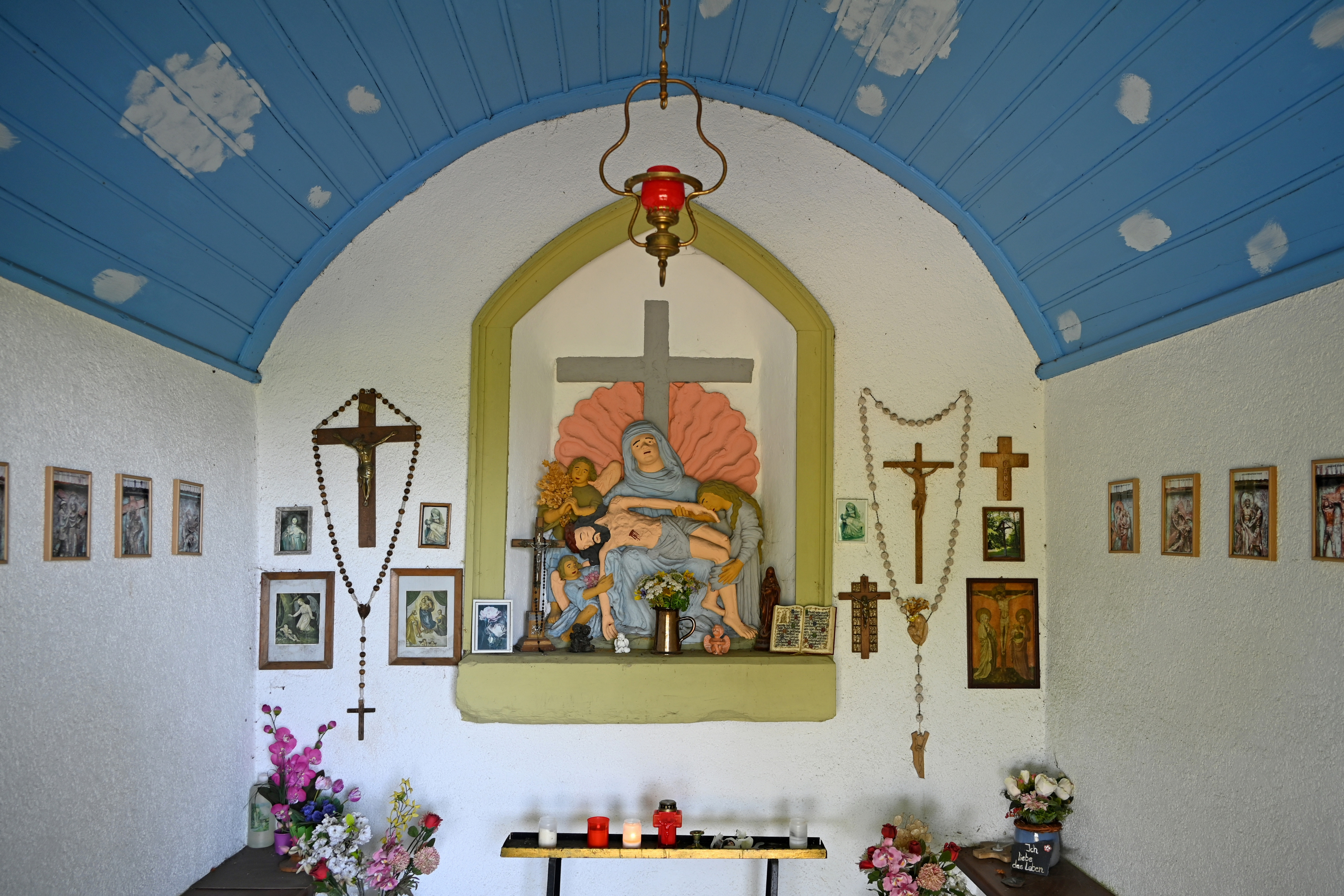
Wegekapelle